# Crataegus erythropoda
Crataegus erythropoda es una especie de planta del género Crataegus, perteneciente a la familia Rosaceae.

## Taxonomía
Crataegus erythropoda fue descrita por William Willard Ashe en 1900.

## Distribución
Se encuentra en el territorio de Colorado, Nuevo México y Wyoming.